# 1940 Whipple
1940 Whipple este un asteroid din centura principală, descoperit pe 2 februarie 1975 de Harvard Observatory.